# Céline Arnauld
Céline Arnauld, født Carolina Goldstein (20. september 1885 i Călăraşi (Rumænien) - 23. december 1952 i Paris), var en dadaistisk forfatter og digter.

## Biografi
Hun kom til Paris i 1914 for at studere litteratur på Sorbonne, her mødte hun den belgiske forfatter Paul Dermée, som hun senere gitede sig med. I 1919 udkom hendes første roman Tournevire, der var illustreret af den kubistiske billedhugger Henri Laurens. Samme år fremstillede han en buste af hende i farvelagt sten.
Mellem 1920 og 1924, tog Céline Arnauld ofte del i dadaistiske aktiviteter. Man kan se hendes deltagelse ved den dadaistiske demonstration den 26. maj 1920 i Salle Gaveau, hendes samarbejde med magasinerne Dadaphone, 391 og Littérature og hendes signatur på Francis Picabias billede L'œil cacodylate, med hvem hun skrev teksten Pilhaou-Thibaou, som var et polemisk indlæg mod André Breton og mod Dada, som Picabia havde forladt.
På grund af hendes ønske om selvstændighed forløb hendes karriere på sidelinjen af dada med støtte fra René Hilsum, der udgav hendes værker på forlaget Au sans pareil.
I 1936 underskrev Céline Arnauld forfatterforeningens manifest til forsvar af kulturen mod fascismen

## Værker
- Tournevire, roman, 1919
- Poèmes à claires-voies, 1920
- Images dans le dos du cocher, 1920
- Point de mire, 1921
- Jeux d'Echecs, lyrisk dialog
- Guêpier de diamant, digte (Éditions Ça ira, 1923)
- L'Apaisement de l'éclipse : une passion en deux actes, 1925
- Diorama, 1925
- La Nuit rêve tout haut, 1934 : "digt for to stemmer og imaginært akkompagneret af et klaver".
- Le Clavier Secret
- Heures Intactes
- Anthologie Céline Arnauld, morceaux choisis de 1919-1935, 1936
- Les Réseaux du réveil, 1937
- La Nuit pleure
- Rien qu'une étoile

### Nylige udgivelser
- Œuvres complètes, t. I, édition de Victor Martin-Schmets, Classiques Garnier, 2013 ISBN 9782812410604